# The Hero with a Thousand Faces
The Hero with a Thousand Faces (L'heroi de les mil cares) és un llibre de mitologia comparada publicat el 1949 pel mitògraf nord-americà Joseph Campbell que tracta la qüestió del viatge de l'heroi, un patró narratiu que s'ha trobat en les històries i llegendes populars. Segons Campbell, l'heroi sol passar a través de cicles o aventures similars en totes les cultures, resumit en la tríada: Separació - Iniciació - Retorn. Es considera una referència obligada per als cineastes en fer una pel·lícula èpica. En ell han trobat una referència directors com: George Miller, Steven Spielberg, George Lucas, o Francis Ford Coppola.

## Resum
Campbell indaga en la teoria que les narracions mitològiques sovint comparteixen una estructura fonamental. Els paral·lelismes d'aquests mites van portar a Campbell a escriure aquest llibre en el qual detalla l'estructura del monomite. Anomena el motiu de la narrativa arquetípica, "l'aventura de l'heroi". En un conegut passatge de la introducció a The Hero with a Thousand Faces, Campbell resumeix el monomite:
Un heroi s'endinsa des del món ordinari a una regió meravellosa i sobrenatural, hi ha forces fabuloses i guanya una victòria decisiva. L'heroi torna d'aquesta misteriosa aventura amb el poder de concedir exemple al proïsme.
En desplegar el monomite, Campbell descriu diverses etapes o passos al llarg d'aquest viatge. "The hero's adventure" (L'aventura de l'heroi) comença en el món ordinari. Ha de marxar del món ordinari, quan rep una crida a l'aventura. Amb l'ajuda d'un mentor, l'heroi travessarà un llindar vigilat, portant-lo a un món sobrenatural, on les lleis i l'ordre familiars no s'apliquen. Allà, l'heroi s'embarcarà en un camí on se sotmetrà a diverses proves. L'heroi arquetípic de vegades és assistit per aliats. A mesura que l'heroi s'enfronta a l'engany, es troba amb el repte més gran del viatge. En arribar al repte, l'heroi rebrà una recompensa, o do. La teoria del monomite de Campbell continua amb la inclusió d'una mort metafòrica i una resurrecció. L'heroi ha de decidir llavors tornar amb aquest do al món ordinari. L'heroi s'enfronta a més proves en el camí de tornada. A la tornada de l'heroi, el do o regal es pot utilitzar per millorar el món ordinari de l'heroi, en el que Campbell anomena, l'aplicació del do.
Tot i que molts mites semblen seguir l'esquema de la monomite de Campbell, hi ha certa variabilitat en la inclusió i seqüència d'algunes de les etapes. Tot i això, hi ha una abundància de literatura i folklore que segueix el motiu de la narrativa arquetípica, paral·lelament als passos més generals de "Sortida" (de vegades anomenada Separació), "Iniciació" i "Retorn". "Sortida" tracta sobre l'heroi aventurant-se en la recerca, inclosa la crida a l'aventura. "Iniciació" es refereix a les aventures de l'heroi que el posarà a prova en el camí. L'última part del monomite és el "Retorn", que segueix el viatge de l'heroi a casa.
Campbell va estudiar clàssics religiosos, espirituals, mitològics i literaris, incloent-hi les històries d'Osiris, Prometeu, Buda, Moisès, Mohammed i Jesús. El llibre cita les similituds de les històries, i hi fa referència mentre descompon l'estructura del monomite.
El llibre inclou una discussió sobre "el viatge de l'heroi" utilitzant els conceptes freudians populars en els anys 40 i 50. La teoria de Campbell incorpora una barreja d'arquetips jungians, forces inconscients i l'estructuració dels ritus d'Arnold van Gennep, ritus de pas per a proporcionar una mica de claredat. "El viatge de l'heroi" continua influint a artistes i intel·lectuals en les arts i la cultura contemporànies, suggerint una utilitat bàsica per a les idees de Campbell més enllà de les formes d'anàlisi de mitjan segle xx.